# Marianów (Węgrów)
Pour les articles homonymes, voir Marianów.
Marianów (prononciation : [maˈrjanuf]) est un village polonais situé dans la gmina de Stoczek dans le powiat de Węgrów et en voïvodie de Mazovie dans le centre-est de la Pologne.
Ce village se trouve à environ 7 kilomètres à l'ouest de Stoczek, 20 kilomètres au nord-ouest de Węgrów (chef-lieu du powiat) et à 67 kilomètres au nord-est de Varsovie (capitale de la Pologne).
Le village a une population de 27 habitants en 2008.

## Histoire
De 1975 à 1998, le village appartenait administrativement à la voïvodie de Siedlce.